# Holden VF
De Holden VF is de tweede serie van de vierde generatie van de Commodore-serie van de Australische autobouwer Holden. De VF-serie volgde in 2013 op de VE-serie die in 2006 was geïntroduceerd en is in feite een doorontwikkeling van die voorganger. De VF Commodore werd ook in de Verenigde Staten verkocht als Chevrolet SS. In 2018 werd de VF-serie opgevolgd door de ZB-serie, die gebaseerd is op de Opel Insigna, en die in Rüsselheim am Main gebouwd werd. Eind 2017 sloot General Motors immers Holdens fabrieken, waarna het enkel nog modellen importeerde.

## Geschiedenis
De VF is gebaseerd op hetzelfde Zeta-platform van General Motors als de VE, maar werd voor- en achteraan hertekend. De VF neemt verder ook de uitvoeringen en de enigszins verbeterde motoren van de voorganger over. Het interieur werd wel grondig herzien. Alle modellen kregen standaard een aanraakscherm, head-up display, afstandsbediening en parkeerhulp mee. Onderhuids werd de hydraulische stuurbekrachtiging vervangen door elektrische.

## Modellen
- Mei 2013: Holden Commodore
- Mei 2013: Holden Calais
- Mei 2013: Holden Ute